# Crataegus lindmanii
Crataegus lindmanii là loài thực vật có hoa trong họ Hoa hồng. Loài này được Hrab.-Uhr. mô tả khoa học đầu tiên.